# Pic de Morgon
Pour les articles homonymes, voir Morgon.
Le pic de Morgon (ou Grand Morgon) est un sommet des Alpes du Sud à la limite des départements des Hautes-Alpes et des Alpes-de-Haute-Provence. Il culmine à 2 324 m d'altitude. Le sommet est à la limite entre les communes de Pontis, dont il est le point culminant, et de Crots. Son versant nord constitue également le point le plus élevé de la commune de Savines-le-Lac.
Au sud-ouest d'Embrun, il domine l'abbaye de Boscodon et le lac de Serre-Ponçon.
L'ascension se fait par le cirque de Morgon. C'est un but d'excursion très fréquenté en été.